# 羅林斯角 (佛羅里達州)
羅林斯角（英語：Rollins Corner）是位於美國佛羅里達州卡爾霍恩縣的一個非建制地區。該地的面積和人口皆未知。

## 地理
羅林斯角的座標為30°26′13″N 85°13′18″W / 30.43694°N 85.22167°W，而該地的平均海拔高度為41米（即135英尺）。